# Tridentvulkanen
Tridentvulkanen er et eroderet vulkankompleks på Alaskahalvøen i Katmai National Park, Alaska. Den komplekse stratovulkan omfatter op til 23 lavakupler, med den største højde på 1.864 moh. Den seneste større aktivitet producerede en 1.087 meter høj kuppel på den sydvestlige flanke af den sydvestlige top. Vulkanen Novarupta blev dannet på dens skråninger i det største vulkanudbrud i det 20. århundrede.
Ifølge United States Geological Survey blev det beskrivende navn, Trident, givet af Robert Fiske Griggs fra National Geographic Society i 1916, fordi der var tre store toppe. Vulkanen har været kendt under flere varianter af navnet. Funktionen blev officielt navngivet Mount Trident af United States Board on Geographic Names i 1928. Bestyrelsen ændrede til det nuværende navn i 1968.
Der er ingen beviser for nylig eruptiv aktivitet ved Tridenttoppene, og der har heller ikke været nogen rapporter om historisk aktivitet, undtagen fumarolisk aktivitet på østsiden. Den tidligst kendte aktivitet var mindre udbrud i 1913, 1949 og 1950. En vulkankegle blev dannet 15. februar 1953 på den sydvestlige flanke af Trident efter et større eksplosivt udbrud, der sendte aske til en højde af mere end 9 km . En række blokerede lavastrømme blev udsendt i 1954, 1957, 1958, 1959-1960 fra den nye udluftning. Askeudbrud, nogle til højder over 12 km, var forbundet med flere af lavaudbruddene. I 1960 var kuplen vokset næsten 260 meter høj og en sekvens af tyktflydende strømme, op til 300 meter tyk dækker et område på omkring 5 km2 syd for vulkanen, var blevet ekstruderet. Yderligere eksplosioner blev rapporteret i 1960'erne. Lavaekstrudering, ledsaget af eksplosioner, blev også rapporteret fra 1966 til 1968 og 1974 til 1975. I 1983 fortsatte damp og/eller damp med at stige fra det centrale udluftningsområde på den nye kegle samt fra talrige fumaroler på den nærventilerede del af de blokerede lavastrømme. 

## Sammensætning
Tridentvulkanens lavaer er andesitiske til dacitiske i sammensætning. De dominerende phenokrystaller er zoneopdelt plagioklas, hypersten, calcic clinopyroxen, titanomagnetit og olivin. De fem strømme, der brød ud fra den nye udluftning i perioden fra 1953 til 1963, er olivinholdige, pyroxen og andesit.